# Altenkirchen (Hohenahr)

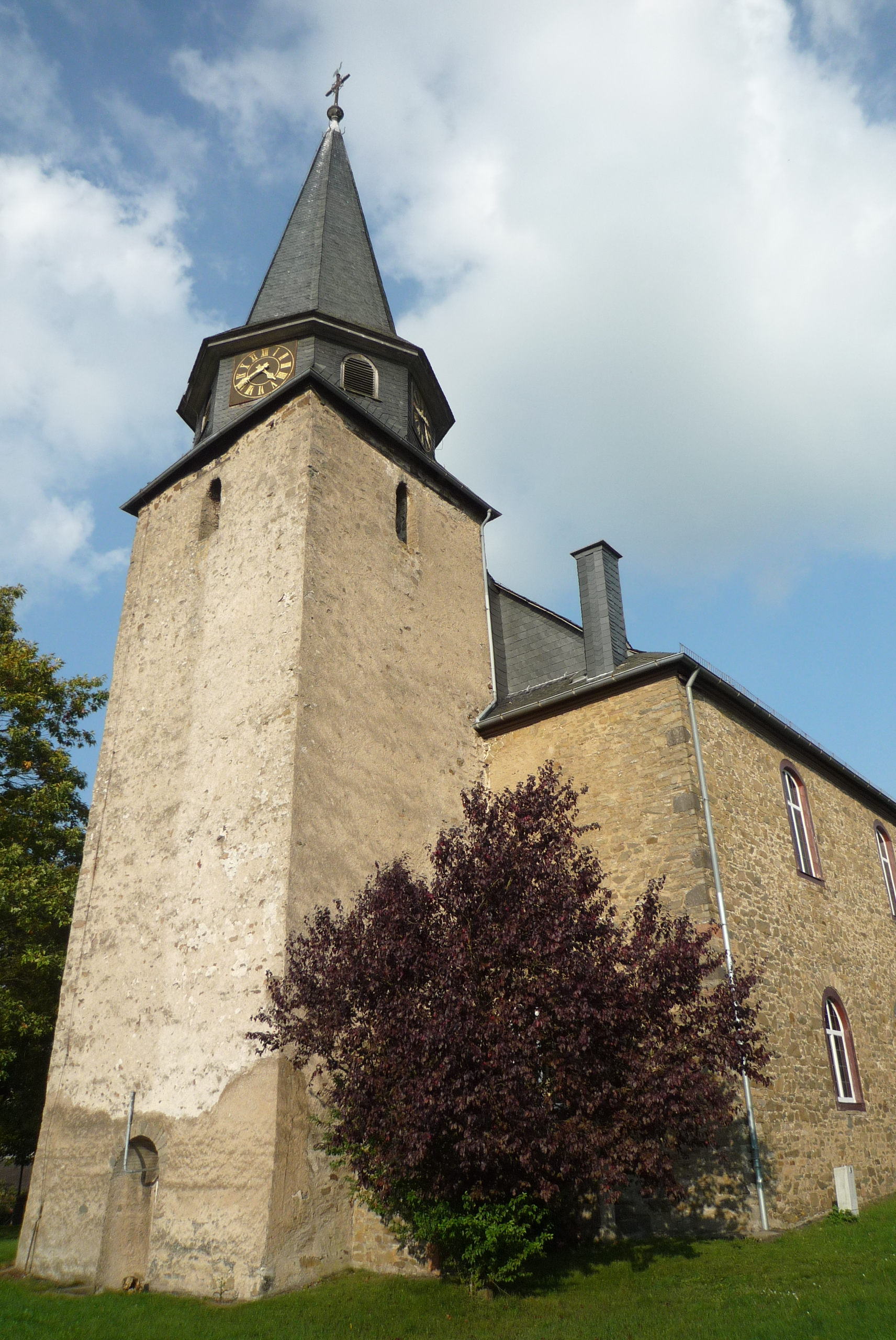
Evangelische Kirche Altenkirchen

Altenkirchen (Ausspracheⓘ) ist ein Ortsteil der Gemeinde Hohenahr im mittelhessischen Lahn-Dill-Kreis. Zum Ort gehören auch die außerhalb gelegene Grundmühle sowie das angrenzende Wochenendgebiet Richtung Bellersdorf.
Altenkirchen liegt umgeben von Wald und Wiesen im Gladenbacher Bergland und hat etwa 750 Einwohner. Durch den Ort verläuft die Landesstraße 3052.

## Geschichte

### Ortsgeschichte
Altenkirchen dürfte ein sehr alter Ort sein. Zwar wird es, im Gegensatz zu den bereits im 8. Jahrhundert belegten Nachbarorten Ahrdt und Erda, in schriftlichen Quellen nicht vor dem 13. Jahrhundert erwähnt. Dennoch ist von einem deutlich höheren Alter auszugehen. Hierauf deutet neben dem Ortsnamen vor allem seine einstige Mittelpunktfunktion als Sitz eines Centgerichts sowie Sendort eines zeitweise mindestens elf Dörfer umfassenden Kirchspiels hin.
Im Mittelalter spielte die Cent Altenkirchen im Raum des oberen Aartals eine nicht unbedeutende Rolle. Wahrscheinlich geht sie auf fränkische Zeit zurück, als sich hier altes Reichsgut befand. Altenkirchen gehörte damals zum Erdehe-Gau. Gaugrafen und Centgrafen hielten im Auftrag des Herrschers zu bestimmten Zeiten Gerichtstage und nahmen die Naturalabgaben der Untertanen entgegen.
Die Zehnten gehörten hier im Hochmittelalter dem Bistum Speyer. Das entfernt liegende Bistum wiederum hatte seinen umfangreichen Besitz an verschiedene lokale Adlige zu Lehen gegeben. 1294 verkaufte etwa ein Volpert genannt aus dem Hof (Amöneburg) unter anderem das Patronat zu Altenkirchen an die Grafen von Solms. Im Jahr darauf veräußerte er dann auch seine Zehnten zu Altenkirchen an die Solmser, wodurch diese hier wie in weiteren Dörfern der Umgebung die Landesherrschaft errangen. Bei einer späteren Teilung der Grafschaft Solms in die Linien Solms-Braunfels und Solms-Lich 1432 fiel Altenkirchen an Solms–Lich und wurde verwaltungstechnisch dem Amt Hohensolms zugeordnet.
Landesherrschaft geteilt in Solms-Hohensolms und Landgrafschaft Hessen
Seit 1351 mussten sich die Solmser die Landesherrschaft mit den Landgrafen von Hessen teilen. Altenkirchen lag damit für die nächsten Jahrhunderte in einem von Hessen und Solms gemeinsam verwalteten Gebiet. Als dieses 1629 zwischen beiden Seiten aufgeteilt wurde, fiel Altenkirchen dann ganz an Solms (Solms-Hohensolms 3/4, Solms-Lich 1/4, ab 1718 Solms-Hohensolms-Lich). Es stand unter der Leibeigenschaft und war zunächst den hessischen Landgrafen sowie den Grafen von Solms, ab 1629 dann nur noch den Grafen von Solms frondienst- und abgabenpflichtig, bis es 1806 an Nassau und 1816 an Preußen kam. Es gehörte fortan zur preußischen Amtsbürgermeisterei Hohensolms im Landkreis Wetzlar. 1934 erlangte der Ort nach Auflösung der Amtsbürgermeistereien im Kreis für knapp vier Jahrzehnte seine Selbstständigkeit.
Von der früheren Bestimmung als Gerichtsort blieb später noch ein Vogteigericht bestehen, das jährlich von Donnerstag bis zum Samstag vor Michaelis tagte und nach einer dabei gebräuchlichen Zeremonie als „Erbsengericht“ bezeichnet wurde. Am ersten Tag wurde unter Einhaltung vorgeschriebener Zeremonien der Eid auf den Grafen geleistet. Anschließend erhielten die Männer einen großen Löffel gekochter Erbsen nebst Zubrot und Getränk gereicht. An den beiden folgenden Tagen saß man über die verschiedenen Vergehen zu Gericht und nahm die fälligen Abgaben entgegen.
Das Vogteigericht unterstand alleine dem Grafen von Solms und wurde von einem Vogteischultheißen als Vertreter des Grafen gehegt. Es umfasste die niedere Gerichtsbarkeit. Räumlich erstreckte sich die Zuständigkeit des Gerichts auf mehrere Ortschaften. Auch als nach der Teilung des alten Amtsbezirks Königsberg/Hohensolms im Jahr 1629 nun einige Ortschaften im hessischen Ausland lagen, behielt das Gericht doch weiterhin für sämtliche Dörfer seine Zuständigkeit, nämlich die solmsischen Orte Ahrdt, Altenkirchen, Bellersdorf, Bermoll, Großaltenstädten, Mudersbach und Oberlemp sowie die hessischen Orte Bischoffen, Niederweidbach, Oberweidbach und Roßbach. Je sechs Schöffen kamen aus den Dörfern des solmsischen und sechs aus den Dörfern des hessischen Gebietes. Mit dem Ende des Heiligen Römischen Reiches im Jahre 1806 und dem gleichzeitigen Ende der Solmser Landesherrschaft wurde das Vogteigericht aufgelöst. Damit verbunden war ein zunehmender Bedeutungsverlust des Ortes.
Kirchspiel Altenkirchen
Ursprung des Dorfes dürfte seine Kirche gewesen sein, die auch für die umliegenden Dörfer seelsorgerisch zuständig war. Anfang des 15. Jahrhunderts gehörten elf Orte zum Kirchspiel Altenkirchen. Genannt werden die Dörfer Ahrdt, Bischoffen, Günterod, Mudersbach, Niederweidbach, Oberweidbach und Oberlemp. Wir dürfen wohl noch Bellersdorf, Bermoll, Roßbach und natürlich Altenkirchen selbst hinzuzählen.
In späterer Zeit erlangten etliche Filialdörfer nach und nach ihre Selbstständigkeit. Von dem einst sehr großen Kirchspiel sind heute noch die sechs Orte Altenkirchen, Ahrdt, Bellersdorf, Bermoll, Mudersbach und Oberlemp übriggeblieben.
Die Evangelische Kirchengemeinde Altenkirchen gehört heute zum Evangelischen Kirchenkreis an Lahn und Dill der Evangelischen Kirche im Rheinland.
1882 entstand eine Freie Evangelische Gemeinde.
Für das 19. Jahrhundert ist zudem eine jüdische Gemeinde belegt. 1815 wird die Zahl der Juden mit 27 Personen angegeben.
Im 16. Jahrhundert wurde im Rahmen der Reformation das evangelisch-lutherische Bekenntnis eingeführt. Anfang des 17. Jahrhunderts wechselte die Kirchengemeinde vorübergehend zum reformierten Bekenntnis, kehrte jedoch 1624 zum lutherischen zurück. Unter dem Einfluss Hessen-Darmstadts, das in geistlichen Fragen ein Mitspracherecht besaß, blieb dies in der Folge, trotz diverser Bekenntniswechsel der eigentlichen Landesherren in Hohensolms, unangetastet.
Bedeutung hatte Altenkirchen auch als Sitz einer „Kirchspielschule“. Hier wurden zunächst auch die Kinder aus den übrigen Dörfern unterrichtet, bis diese nach und nach eigene Schulen erhielten. Während in vielen Orten schon Mitte des 17. Jahrhunderts eigene Schulen nachweisbar sind, so besuchten etwa die Kinder aus Ahrdt noch bis 1898 die Schule in Altenkirchen.
Große Not brachten der Dreißigjährige Krieg und der Siebenjährige Krieg. So wurde das Dorf im Herbst 1762 von französischen Truppen ausgeplündert. Im folgenden Jahr schleppten die Kriegsvölker eine Hornviehseuche ein, an der innerhalb von zwei Monaten 100 Rinder eingingen.
Einem Großbrand am 18. März 1762, der in der damaligen Pfarrscheune ausbrach, fielen, laut Eintrag im Kirchenbuch, insgesamt elf Scheunen zum Opfer.
Auch die Koalitionskriege sowie die napoleonischen Kriege zogen den Ort vor allem durch Einquartierungen stark in Mitleidenschaft. So lagen von Ende November 1794 bis April 1795 etwa 50 Mann k.k.-Truppen des Kürassier-Regiments Erzherzog Franz in Altenkirchen im Winterquartier.
Laut einem Bericht des Hohensolmser Amtmanns Usener aus dem Jahre 1815 bestand die dörfliche Infrastruktur seinerzeit aus der Kirche, einem Schulhaus, Backhaus, Spritzenhaus, einer Mühle mit einem Mahlgang und einem außerhalb gelegenen Brauhaus in Privatbesitz. Eine Lehmgrube (Lehmkaut), die Material zum Hausbau lieferte, war immer wieder Schauplatz tödlicher Unfälle. Im letzten Jahrhundert gab es als einzigen Industriebetrieb auch eine Ziegelei (Firma Schumann an der Straße nach Bellersdorf).
Der Ort hatte im Jahr 1815 insgesamt 80 Wohnhäuser. An Berufen werden drei Schuhmacher, ein Schmied, ein Schreiner, zwei Wagner, ein Spengler, ein Zimmermeister, ein Maurermeister und drei Branntweinbrenner aufgezählt. Die Bewohner charakterisiert er folgendermaßen: "im allgemeinen fleißig und wohlstehend, doch giebts hier mehrere durch grobe Nachlässigkeit und eine schlechte und verdorbene Lebens Art in Armuth gestürzte Familien. ... Die Bewohner des Kirchspiels Aldenkirchen ... zeichnen sich ... durch eine ganz einfache Kleidung und eine besonders frugale Lebens Art aus, ihr Charackter ist im allgemeinen nach altdeutscher Weise, fromm, ehrlich und treu: besonders fleißig sind sie in Abwartung des öffentlichen Gottesdienstes, selbst bey Wochen Predigten verschließt der grösere Theil der Familien Vätter die Wohnungen und geht mit Weib und Kindern zur Kirche."
Weiter schreibt Usener 1815: „Ganz nahe bey dem Dorf liegt eine Wiesenflur, in welcher ein Brunnen befindlich und auf welcher ein Dorf Namens Allendorf gestanden haben, im 30jährigen Krieg aber zerstört worden sein soll.“
Heute liegen außerhalb der Ortslage an dem durch die Gemarkung fließenden Gellenbach zwei ehemalige Mühlen, die Grundmühle und die Gellenbachmühle.

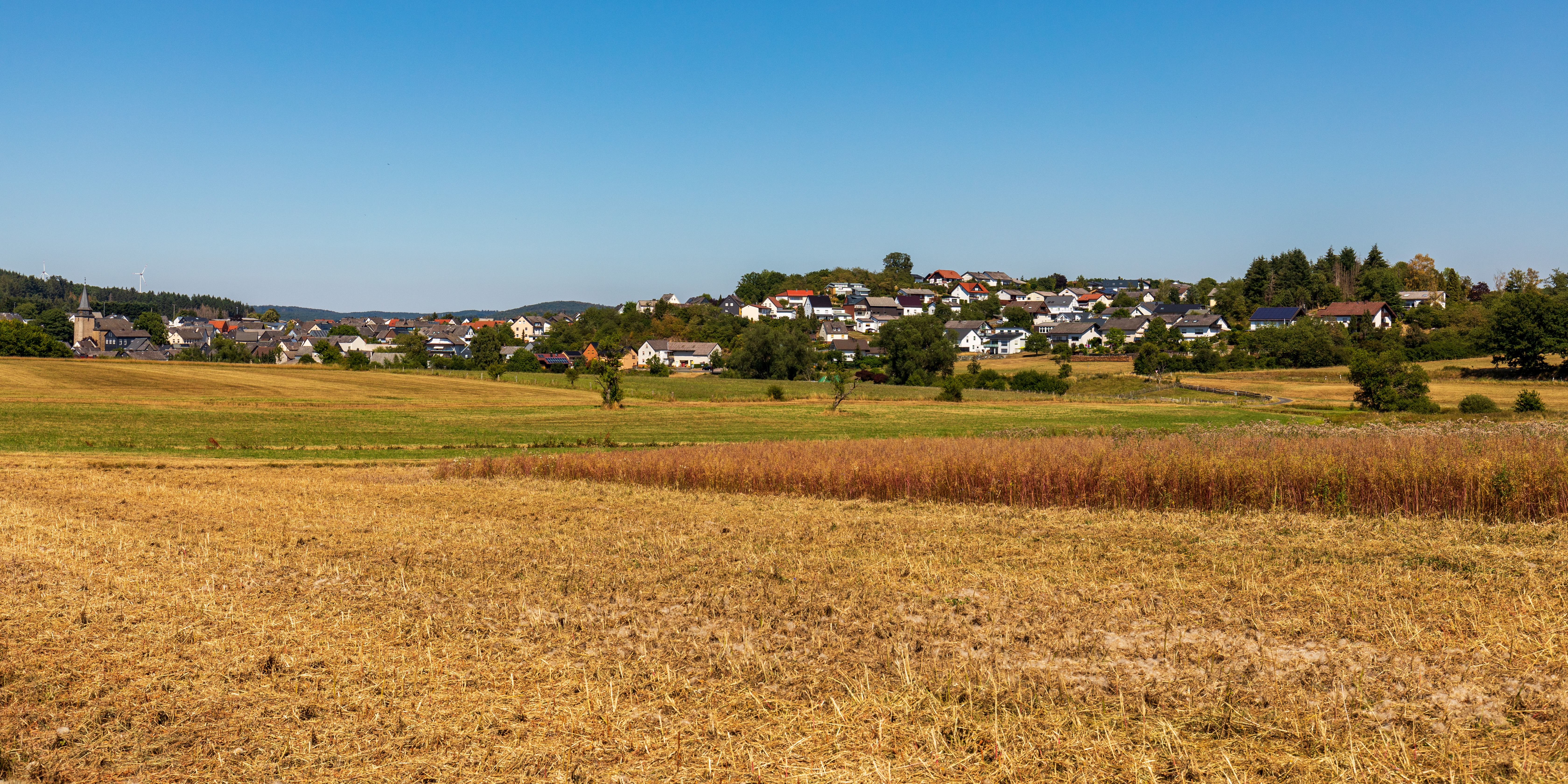
Altenkirchen aus Richtung Süden

Hessische Gebietsreform (1970–1977)
Im Zuge der Gebietsreform in Hessen wurde die bis dahin selbstständige Gemeinde Altenkirchen am 1. Januar 1977 kraft Landesgesetz in die 1972 gegründete Gemeinde Hohenahr eingemeindet. Für Altenkirchen wurde wie für die übrigen Ortsteile ein Ortsbezirk mit Ortsbeirat und Gemeindevorsteher errichtet. Sitz der Gemeindeverwaltung blieb der Ortsteil Erda.

### Verwaltungsgeschichte im Überblick
Die folgende Liste zeigt die Staaten und Verwaltungseinheiten, denen Altenkirchen angehört(e):
- 1232 Aldenkirken, de[6]
- vor 1351: Heiliges Römisches Reich, Haus Solms (Gemeinsamer Besitz der Linien Solms-Braunfels, Solms-Burgsolms und Solms-Königsberg)
- ab 1351: Heiliges Römisches Reich, Grafschaften Solms-Braunfels, Solms-Burgsolms und Landgrafschaft Hessen
- ab 1415: Heiliges Römisches Reich, Grafschaft Solms-Braunfels und Landgrafschaft Hessen, Gemeinschaftliches Amt Hohensolms und Königsberg
- ab 1432: Heiliges Römisches Reich, Grafschaft Solms-Lich in verschiedenen Teilungskonstellationen und Landgrafschaft Hessen, Gemeinschaftliches Amt Hohensolms und Königsberg
- ab 1622: Heiliges Römisches Reich, Landgrafschaft Hessen(-Darmstadt) (4/8), Grafschaften Solms-Hohensolms  (3/8) und Solms-Lich (1/8), Gemeinschaftsamt Hohensolms und Königsberg
- ab 1629: Heiliges Römisches Reich, Grafschaft Solms-Hohensolms (3/4) und Grafschaft Solms-Lich (1/4), Amt Hohensolms
- ab 1718: Heiliges Römisches Reich,  Grafschaft Solms-Hohensolms-Lich, Amt Hohensolms
- ab 1792: Heiliges Römisches Reich, Fürstentum Solms-Hohensolms-Lich, Amt Hohensolms
- ab 1806: Herzogtum Nassau,[Anm. 2] Amt Hohensolms
- ab 1816: Königreich Preußen,[Anm. 3] Provinz Großherzogtum Niederrhein, Regierungsbezirk Koblenz, Kreis Braunfels, Amtsbürgermeisterei Hohensolms
- ab 1822: Königreich Preußen, Rheinprovinz, Regierungsbezirk Koblenz, Kreis Wetzlar, Amtsbürgermeisterei Hohensolms[Anm. 4]
- ab 1866: Norddeutscher Bund,[Anm. 5] Königreich Preußen, Rheinprovinz, Regierungsbezirk Koblenz, Kreis Wetzlar,  Amtsbürgermeisterei Hohensolms
- ab 1871: Deutsches Reich, Königreich Preußen, Rheinprovinz, Regierungsbezirk Koblenz, Kreis Wetzlar, Amtsbürgermeisterei Hohensolms
- ab 1918: Deutsches Reich (Weimarer Republik), Freistaat Preußen, Rheinprovinz, Regierungsbezirk Koblenz, Kreis Wetzlar, Amtsbürgermeisterei Hohensolms
- ab 1932: Deutsches Reich, Freistaat Preußen, Provinz Hessen-Nassau, Regierungsbezirk Wiesbaden, Kreis Wetzlar
- ab 1944: Deutsches Reich, Freistaat Preußen, Provinz Nassau, Kreis Wetzlar
- ab 1945: Amerikanische Besatzungszone,[Anm. 6] Groß-Hessen, Regierungsbezirk Wiesbaden, Kreis Wetzlar
- ab 1949: Bundesrepublik Deutschland, Land Hessen, Regierungsbezirk Wiesbaden, Kreis Wetzlar
- ab 1968: Bundesrepublik Deutschland, Land Hessen, Regierungsbezirk Darmstadt, Kreis Wetzlar
- ab 1977: Bundesrepublik Deutschland, Land Hessen, Regierungsbezirk Darmstadt, Lahn-Dill-Kreis, Gemeinde Hohenahr[Anm. 7]
- ab 1981: Bundesrepublik Deutschland, Land Hessen, Regierungsbezirk Gießen, Lahn-Dill-Kreis, Gemeinde Hohenahr

### Bevölkerung

#### Einwohnerentwicklung
| Altenkirchen: Einwohnerzahlen von 1834 bis 2018 | Altenkirchen: Einwohnerzahlen von 1834 bis 2018 | Altenkirchen: Einwohnerzahlen von 1834 bis 2018 | Altenkirchen: Einwohnerzahlen von 1834 bis 2018 | Altenkirchen: Einwohnerzahlen von 1834 bis 2018 |
| --- | ----------------------------------------------- | ----------------------------------------------- | ----------------------------------------------- | ----------------------------------------------- |
| Jahr |                                                 |                                                 |                                                 | Einwohner                                       |
| 1834 | 1834                                            |                                                 | 464                                             | 464                                             |
| 1840 | 1840                                            |                                                 | 482                                             | 482                                             |
| 1846 | 1846                                            |                                                 | 501                                             | 501                                             |
| 1852 | 1852                                            |                                                 | 489                                             | 489                                             |
| 1858 | 1858                                            |                                                 | 501                                             | 501                                             |
| 1864 | 1864                                            |                                                 | 498                                             | 498                                             |
| 1871 | 1871                                            |                                                 | 463                                             | 463                                             |
| 1875 | 1875                                            |                                                 | 494                                             | 494                                             |
| 1885 | 1885                                            |                                                 | 427                                             | 427                                             |
| 1895 | 1895                                            |                                                 | 419                                             | 419                                             |
| 1905 | 1905                                            |                                                 | 433                                             | 433                                             |
| 1910 | 1910                                            |                                                 | 426                                             | 426                                             |
| 1925 | 1925                                            |                                                 | 515                                             | 515                                             |
| 1939 | 1939                                            |                                                 | 517                                             | 517                                             |
| 1946 | 1946                                            |                                                 | 706                                             | 706                                             |
| 1950 | 1950                                            |                                                 | 658                                             | 658                                             |
| 1956 | 1956                                            |                                                 | 606                                             | 606                                             |
| 1961 | 1961                                            |                                                 | 610                                             | 610                                             |
| 1967 | 1967                                            |                                                 | 648                                             | 648                                             |
| 1970 | 1970                                            |                                                 | 644                                             | 644                                             |
| 1980 | 1980                                            |                                                 | ?                                               | ?                                               |
| 1990 | 1990                                            |                                                 | ?                                               | ?                                               |
| 2004 | 2004                                            |                                                 | 803                                             | 803                                             |
| 2010 | 2010                                            |                                                 | 763                                             | 763                                             |
| 2013 | 2013                                            |                                                 | 776                                             | 776                                             |
| 2018 | 2018                                            |                                                 | 749                                             | 749                                             |
| Datenquelle: Historisches Gemeindeverzeichnis für Hessen: Die Bevölkerung der Gemeinden 1834 bis 1967. Wiesbaden: Hessisches Statistisches Landesamt, 1968. Weitere Quellen: ; nach 1970: Gemeinde Hohenahr: |                                                 |                                                 |                                                 |                                                 |

#### Religionszugehörigkeit
Quelle: Historisches Ortslexikon
- 1834: 412 evangelische, 26 jüdische Einwohner
- 1961: 572 evangelische (= 93,77 %), 35 katholische (= 5,74 %) Einwohner

## Kulturdenkmäler
siehe Liste der Kulturdenkmäler in Altenkirchen